# Ferenczy Alajos (tanár)
Ferenczy Alajos (Gyergyókilényfalva, 1845. június 5. – Zenta, 1902. június 23.) bölcseleti doktor és középiskolai tanár.

## Életútja
1867. szeptember 8-án a kegyes-tanítórendbe lépett, 1871. augusztus 17-én áldozópappá szentelték föl. Tanított 1868-tól 1878-ig a kolozsvári gimnáziumban; azután kilépett a rendből és 1879. augusztus 11-én a zentai városi községi algimnáziumhoz nevezték ki, ahol a bölcseletet és magyar nyelvet tanította.
Programmértekezései a kolozsvári r. k. gymnasium Értesítőjében (1874. Némely alapnézetek az ismeretek eredete körül. Noëtikai tanulmány, 1876. A logica történelmi fejlődésének főbb mozzanatai, különnyomatban is. 1878. a «fenséges» philosophiája), a zentai községi algymnasium Értesítőjében (1883. Arany János élete, 1890. Utmutató tanítványaimnak szünidei olvasgatásra); irt költeményeket és Az uj ucháczius cz. szinművet, melyet a kolozsvári szinházban elő is adtak. 